# Ceratitella inthanona
Ceratitella inthanona är en tvåvingeart som beskrevs av Albany Hancock och Mcguire 2002. Ceratitella inthanona ingår i släktet Ceratitella och familjen borrflugor.
Artens utbredningsområde är Thailand. Inga underarter finns listade i Catalogue of Life.